# Mosche Litwakow

Mosche Litwakow (rechts) mit Abraham Reisen (Moskau 1929)

Mosche Iljitsch Litwakow (russisch Моисей Ильич Литваков Moisej Il'ič Litvakov,, jiddisch מוישה ליטוואַקוב; geboren 1875/80 in Tscherkassy, Russisches Reich; gestorben 1939 in Minsk, Russisches Reich) war ein russisch-jüdischer sozialer und politischer Aktivist, jiddischer Schriftsteller, Herausgeber, Literaturkritiker und Literaturhistoriker. Er war der Hauptideologe des sowjetischen Jiddischismus. Er wurde ein Opfer des Stalinismus.

## Biographie
Mosche Litwakow wurde 1875 in eine jüdische Familie geboren und erhielt eine traditionelle jüdische Ausbildung. In den Jahren 1902–1905 lebte er in Paris und studierte Philosophie, Geschichte und Literatur an der Sorbonne.
Der Autor Gennady Estraikh weist darauf hin, dass Litwakow nach Russland zurückkehrte, nachdem er die von Achad Ha'am (1856–1927) vertretene Form des Zionismus für den Arbeiterzionismus (Labor Zionism) abgelehnt hatte. Er wurde ein Gründer der territorialistischen Zionistischen Sozialistischen Arbeiterpartei. 1907 gab er deren Organe Der nayer veg (Der neue Weg), Dos vort (Das Wort) und Undzer veg (Unser Weg) in Wilna (Vilnius) heraus. Litwakow spielte eine zentrale Rolle für den Jiddischismus der Zionistischen Sozialisten.
In der Partei der Bolschewiki war er für die Belange der jüdischen (d. h. der jiddischen) Kultur zuständig. Er soll sich ein sowjetisches Palästina (auf der Krim) gewünscht haben.
Er war korrespondierendes Mitglied der Ukrainischen Akademie der Wissenschaften. Er war Leiter des überwiegend jiddischsprachigen Verlages Der Emes (Die Wahrheit) und Chefredakteur der gleichnamigen Zeitung, einer Übersetzung des russischen Namens „Prawda“. Er veröffentlichte viele Artikel für die Revolution. „Der Emes“ argumentierte gegen den Zionismus und war das kulturelle Zentrum der jiddischen Kultur unter der Schirmherrschaft des Sowjetregimes. Mit Marija Frumkina gab er die ins Jiddische übersetzten Werke Lenins in 8 Bänden heraus.
Während des Großen Terrors wurde er 1937 verhaftet und wegen Beteiligung an einer konterrevolutionären Terrororganisation angeklagt.
Der Name Moissei Iljitsch Litwakow wurde am 7. Dezember 1937 in die stalinistische Hinrichtungsliste (Nr. 48 in der Liste der 101 Personen in der Weißrussischen SSR) der von Stalin, Molotow und Schdanow zur Liquidation Verurteilten aufgenommen. Das Urteil wurde auf der Sitzung des Militärkollegiums des Obersten Gerichts der UdSSR in Minsk vor Ort förmlich verabschiedet. Er wurde erschossen. Auch seine „Erzfeinde“ Yashe Bronshteyn (1897–1937) und Khatskl Dunets (1896–1937) wurden liquidiert.
Litwakows Nachfolger im Verlag Der Emes wurde Lejb Strongin (1896–1968).
Eine hebräische Ausgabe von Litwakows Schriften steht noch aus.